# Eurytion (bouvier)
Pour les articles homonymes, voir Eurytion.

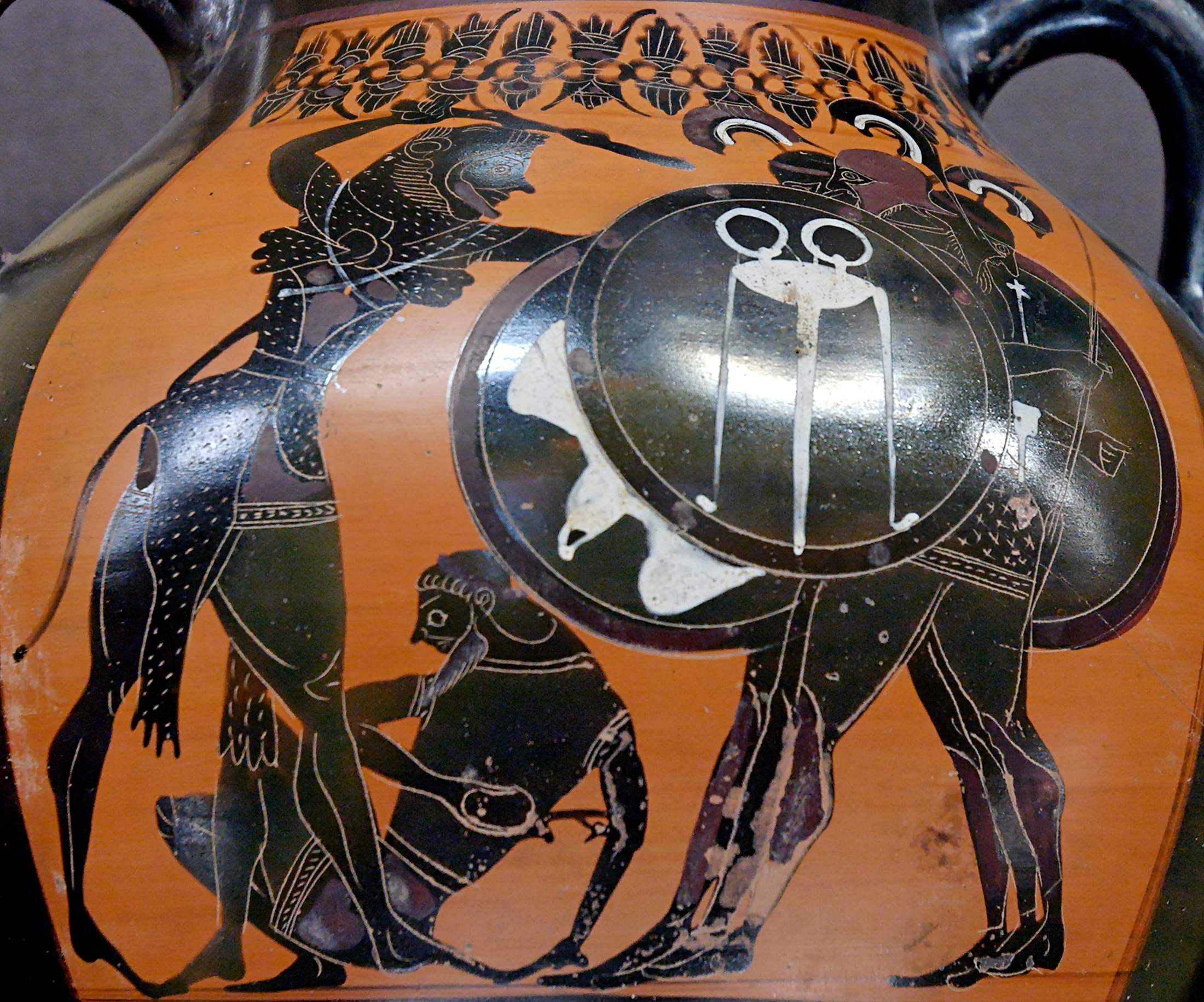
Héraclès combattant Géryon, amphore attique à figures rouges, v. 640 av. J.-C., musée du Louvre. Eurytion git agenouillé sur le sol

Dans la mythologie grecque, Eurytion (en grec ancien Εὐρυτίων / Eurutíôn) est le bouvier de Géryon . Chargé de veiller, avec le chien Orthos, sur les troupeaux de son maître dans l'île d'Érythie, il est tué par Héraclès alors que celui-ci tente de dérober le bétail (un de ses douze travaux).
Eurytion est attesté dans les sources dès la Théogonie d'Hésiode. Il apparaît en outre sur plusieurs céramiques grecques, où il est représenté mort ou blessé lors du combat d'Héraclès contre Géryon.

## Sources
- Pseudo-Apollodore, Bibliothèque [détail des éditions] [lire en ligne] (II, 5, 10).
- Hésiode, Théogonie [détail des éditions] [lire en ligne] (v. 293).